# آنا کارولینا داسیلوا
آنا کارولینا داسیلوا (پرتغالی: Ana Carolina da Silva) (متولد ۸ آوریل ۱۹۹۱ در بلو هوریزونته) بازیکن والیبال اهل برزیل که موفق به کسب مدال برنز در مسابقات قهرمانی جهان ۲۰۱۴ با تیم ملی برزیل شد.